# Яничие Мичич
Яничие Мичич (на сръбски: Јанићије Мићић или Janićije Mićić) е сръбски офицер, подполковник, участник в Балканските войни и в Първата световна война, революционер, деец на сръбската въоръжена пропаганда.

## Биография
Мичич е роден на 13 август 1874 година в Рожанство, Княжество Сърбия в кръчмарското семейство на Паун и Йелица. Учи шест отделения в началното училище в Прокупле и три гимназиални класа в Белград и Ниш. В 1892 година завършва Сръбската пехотна подофицерска школа в Белград и получава чин младши сержант (поднаредник). От февруари 1900 година до юли 1906 година служи като сержант (водник) и адютант в XII Караджорджев полк, а след това в щаба на XIX полк в Крагуевац и в IX Браничевска полкова окръжна команда.
В това време Мичич е активен деец на Сръбската въоръжена пропаганда в Македония и участва в сръбските четнически акции на османска територия в Кумановско и Кривопаланечко. Член е на Горския щаб и командва при битката при Челопек в 1905 година.
През пролетта на 1906 година в Крагуевац Мичич взима участие в подготовката на подофицерски заговор срещу режима, установен след Майския преврат в 1903 година. Заверата е планирана за 1 май 1906 г., но е открита на 30 април. Висшият военен съд в Белград обвинява заговорниците в държавна измяна и на 9 февруари 1907 година Мичич е осъден на шест години затвор. През февруари 1909 година той е амнистиран, но не е върнат на военна служба. На 29 ноември 1912 година му е върнат чинът поручик от резерва и е върнат на служба. Командва чети в Балканските и в Първата световна война, като е раняван многократно. През Първата световна война взима участие в оттеглянето през Албания и в тежките сражения на Солунския фронт.
След края на войната през 1920 година е повишен в подполковник и служи в адютантското отделение на Министерството на армията и флота. По-късно е командир Занаятчийската чета за военни униформи, откъдето се пенсионира.
Живее в дома си в Белград. Умира на 17 април 1949 година и е погребан в Новото гробище в Белград.

## Отличия и награди
- Кралски орден „Караджорджева звезда“ IV степен
- Кралски орден „Караджорджева звезда“ III степен
- Златен медал за ревностна служба
- Орден на Белия орел V степен
- Орден на Белия орел IV степен
- Албански медал
- Орден на почетния легион V ред